# Aluflex
 Aluflex est une entreprise française, fabricant de skis et de snowboards.

## Histoire
Aluflex est à l'origine une marque de ski, créée par Charles Dieupart en 1954, dont l'activité de fabrication de l'un des premiers skis métalliques cesse en 1968, à Sallanches. Sa construction en sandwich aluminium, puis Zicral/bois, pionnière, fit la réputation de la marque. Elle aura notamment équipé des skieurs tels James Couttet ou Émile Allais, qui furent les premiers skieurs à signer leurs modèles.
En 1988, son créateur s'associe avec Daniel Serre, un artisan, ébéniste de métier, producteur de skateboards autodidacte, pour se lancer dans l'aventure du snowboard ; ils conçoivent et commercialisent quelques modèles, profitant de l'arrivée du Titanal en remplacement du Zicral dans leurs constructions. Charles Dieupart s'éteint peu après, léguant Aluflex à Daniel Serre, qui produit alors sous cette marque des engins de glisse manufacturés en petites séries, snowboards et longskates (longboards skates), fidèle à la technologie Aluflex développée par son créateur, utilisant exclusivement des constructions en sandwich Titanal et bois de : frêne, épicéa, bambou, paulownia, peuplier, et bouleau.
En 2004, sous l'impulsion du skieur Denis Rey, les skis Aluflex renaissent, 50 ans après leur création, fabriqués à la main à l'atelier du Giffre, sur la commune de Marignier, dans les Alpes, en France. En sus des skis, snowboards, longskates et autres streetluges, on trouve aussi des monoskis, ainsi que des skwals, dans la gamme actuelle Aluflex principalement tournée vers la pratique du freeride.

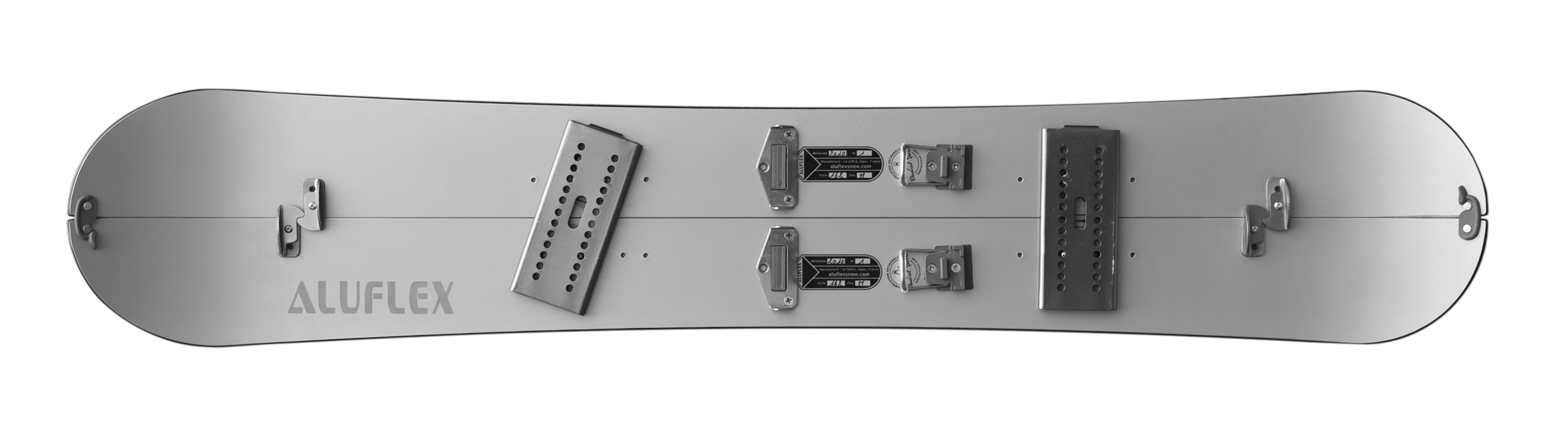
Aluflex Snowboard Split-Board

La production de cet artisan se distingue par une grande technicité, une extrême exigence apportée à la sélection des matières premières, à leur transformation et à la finition d'objets exclusifs.

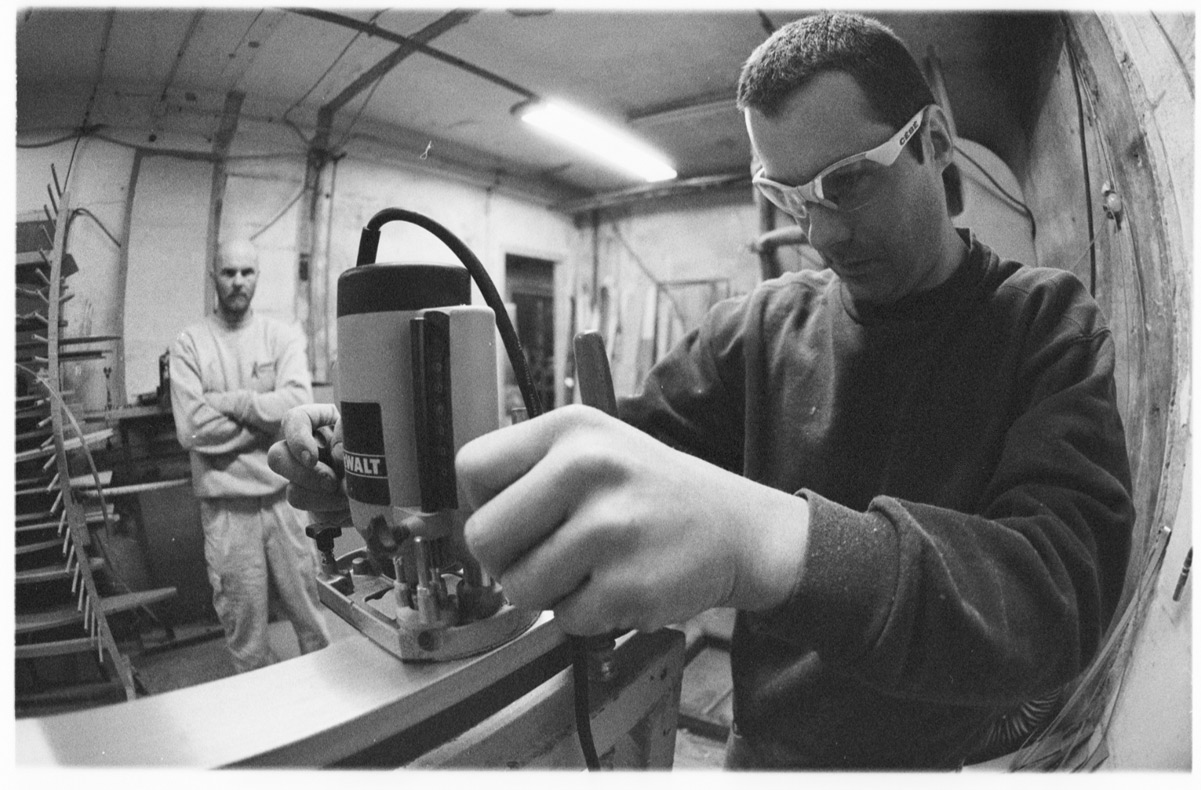
Daniel Serre & Denis Rey (de d. à g.)